# Église Sainte-Madeleine de La Jarrie-Audouin
L'église Sainte-Madeleine est une église située à La Jarrie-Audouin, dans le département français de la Charente-Maritime en région Nouvelle-Aquitaine.

## Historique
L'église est inscrite au titre des monuments historiques par arrêté du 22 août 1949.

## Galerie

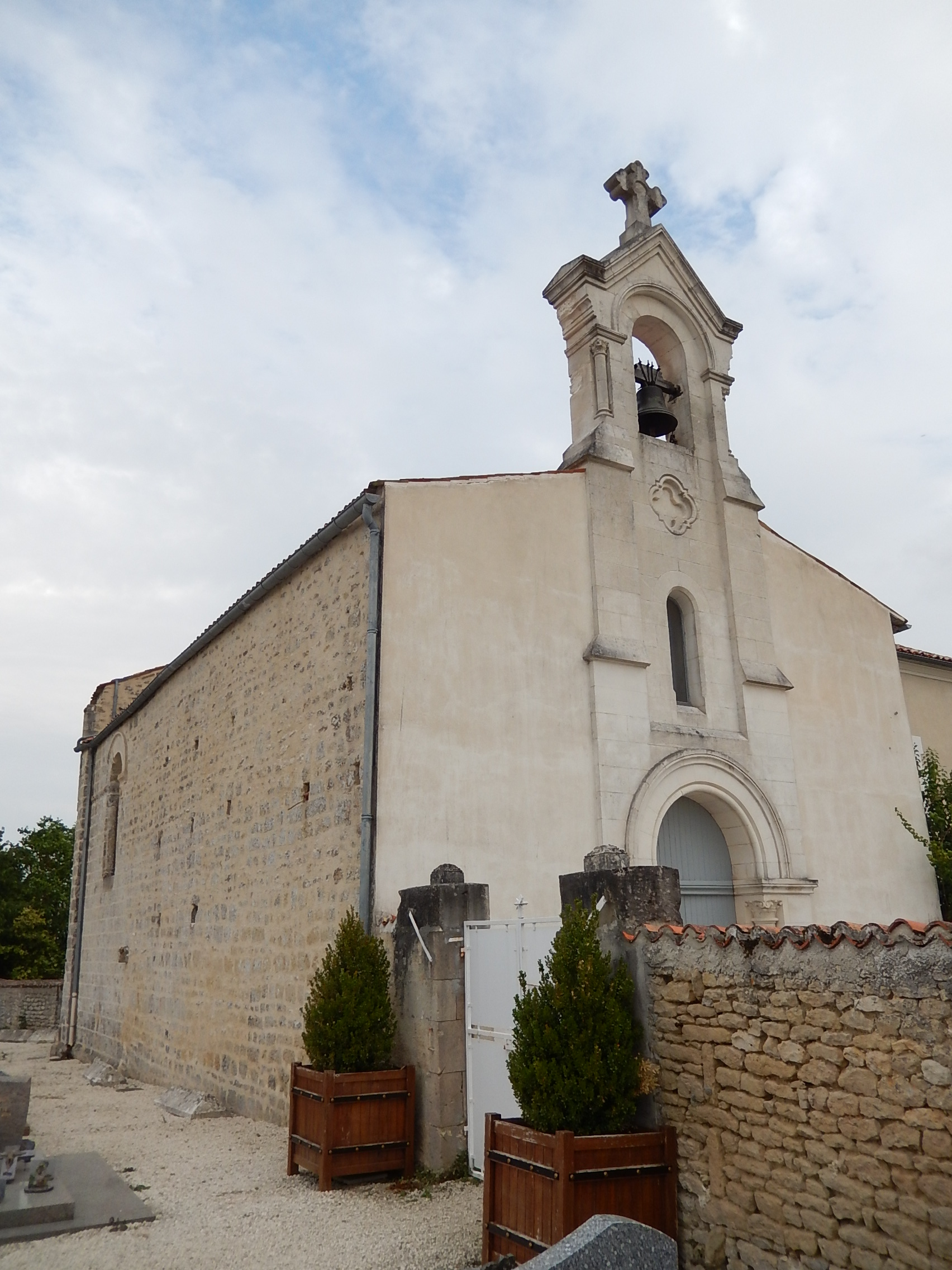
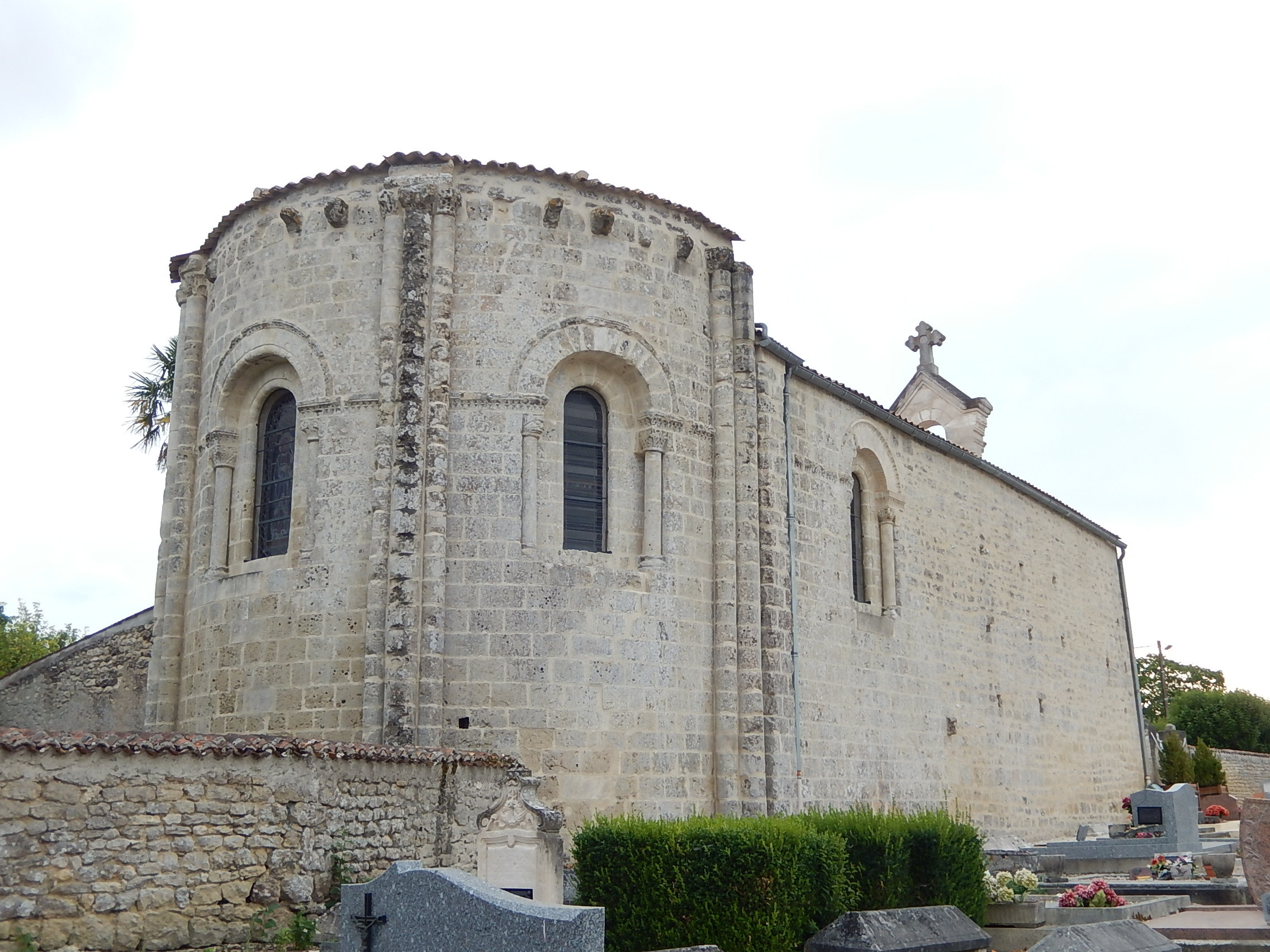
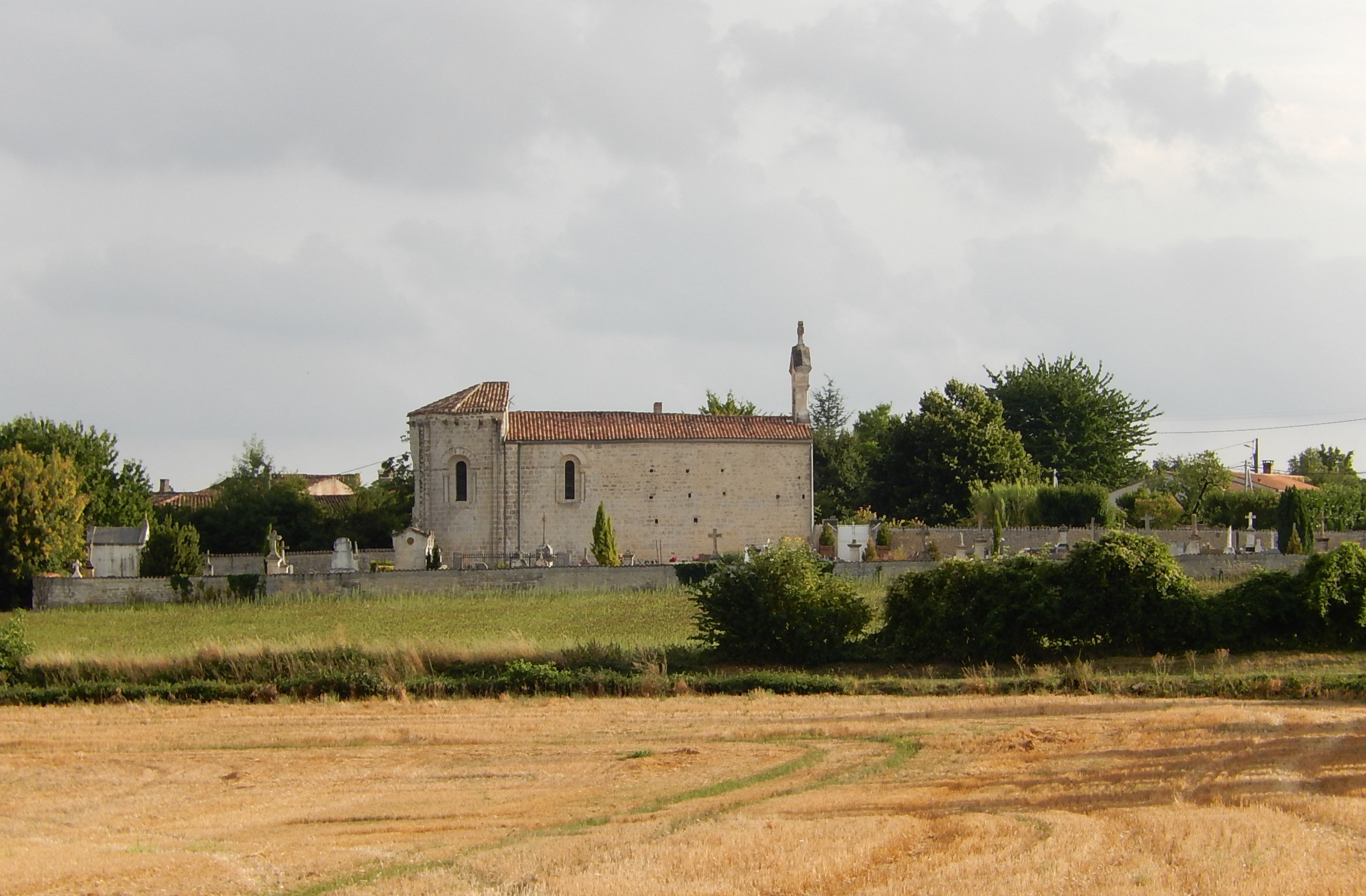